# Peter Weber-Schäfer
Peter Weber-Schäfer (* 28. April 1935 in Bernburg (Saale); † 9. September 2019) war ein deutscher Politikwissenschaftler und Übersetzer.

## Leben
Peter Weber-Schäfer studierte Japanologie, Sinologie, Ethnologie und Philosophie in München. Nach seiner Promotion zum Dr. phil. 1958 mit einer Dissertation zum Nō war er von 1958 bis 1968 wissenschaftlicher Assistent am Institut für Politische Wissenschaft in München. Von 1968 bis zu seiner Emeritierung 2000 war er ordentlicher Professor für Politische Wissenschaft am Ostasien-Institut der Ruhr-Universität Bochum. Daneben war er auch als Übersetzer von Belletristik tätig.

## Werke
- Ono no Komachi. Gestalt und Legende im No-Spiel. Harrassowitz-Verlag, Wiesbaden, 1960
- Vierundzwanzig No-Spiele. Insel-Verlag, Frankfurt/Main, 1961
- Der Edle und der Weise. Zur politischen Theorie im Frühkonfuzianismus. C. H. Beck-Verlag, München, 1963
- Zen. Aussprüche und Verse der Zen-Meister. Insel-Verlag, Frankfurt/Main, 1964
- Oikumene und Imperium. Studien zur Ziviltheologie des chinesischen Kaiserreichs. List-Verlag, München, 1968 (als Herausgeber)
- Das politische Denken der Griechen. Klassische Politik von der Tragödie bis zu Polybios. List-Verlag, München, 1969
- Einführung in die antike politische Theorie. 2 Bde., Wissenschaftliche Buchgesellschaft, Darmstadt, 2. Auflage, 1992 (Erstauflage 1976)
- Zen. Aussprüche und Verse der Zen-Meister. Insel Verlag, Frankfurt/M., 2001

## Übersetzungen
- Altchinesische Hymnen. Hegner-Verlag, Köln, 1967
- Robert Elegant:  Die Loge zum grünen Lotus. Roman; aus dem Englischen übersetzt. Wunderlich, Reinbek 1996, ISBN 3-8052-0558-9.
- Philip Kerr:  Esau. Roman; aus dem Englischen übersetzt. Wunderlich, Reinbek 1998, ISBN 3-499-26083-2.
- Mo Yan:  Die Schnapsstadt. Rowohlt, Reinbek 2002, ISBN 3-498-04387-0.
- Mo Yan: Das rote Kornfeld. Unionsverlag, Zürich 2007, ISBN 3293203833.